# Michałowo (rejon postawski)
Michałowo – dawny folwark. Tereny na których leżał znajdują się obecnie na Białorusi, w obwodzie witebskim, w rejonie postawskim, w sielsowiecie Wołki.

## Historia
W czasach zaborów w guberni wileńskiej Imperium Rosyjskiego.
W dwudziestoleciu międzywojennym folwark leżał w Polsce, w województwie wileńskim, w powiecie duniłowickim (od 1926 postawskim), w gminie Norzyca.
Według Powszechnego Spisu Ludności z 1921 roku zamieszkiwało tu 31 osób, 23 były wyznania rzymskokatolickiego a 8 prawosławnego. Jednocześnie 10 mieszkańców zadeklarowało polską a 21 białoruską przynależność narodową. Było tu 5 budynków mieszkalnych. W 1931 w 4 domach zamieszkiwało 28 osób.
Wierni należeli do parafii rzymskokatolickiej w Dzierkowszczyźnie i prawosławnej w Norzycy. Miejscowość podlegała pod Sąd Grodzki w Duniłowiczach i Okręgowy w Wilnie; właściwy urząd pocztowy mieścił się w Łasicy.
W 1938 roku miejscowość należała do gromady Michałowo gminy Norzyca.